# Arcus (esogeologia)
Arcus (plurale: arcūs) è un termine latino, dal significato originario di "arco", utilizzato nell'ambito dell'esogeologia per indicare una caratteristica superficiale arcuata.
Fino al 2021 l'unica struttura ufficialmente classificata come arcus era Hotei Arcus su Titano poi è stata individuata Ka'an Arcus su 486958 Arrokoth.
Da un punto di vista geologico non è ancora chiarito cosa possa averne portato alla formazione. Le teorie più accreditate ipotizzano la presenza di un criovulcano.